# Music Online Records
A Music Online Records é um portal de música brasileiro, com sede em Curitiba, Paraná, Brasil, fundado em 18 de Abril de 1998 pelo profissional Andre Luis de Andrade com o intuito de divulgar a cultura em todas as suas formas. É um dos precursores no oferecimento de espaço para novos artistas/bandas de garagem, auxiliando no desenvolvimento da cultura, sendo também um dos mais antigos projetos em atividade na internet brasileira.
Seu conteúdo é bastante completo, possuindo mais de 110 mil artistas espalhados por 23 gêneros musicais, além de 1,7 milhões de letras de músicas, 189 mil cifras e tablaturas e mais de 5.000 rádios com músicas para ouvir e montar playlists. Também há agenda de shows, biografias, fotos de artistas, midis, notícias musicais e milhões de páginas em conteúdo de músicas e vídeos a partir de integração com a YouTube API. Possui mais de 9 sites em seu corpo de conteúdo, sendo que cada um destes contribui com àquilo que é exibido pelo portal (Grátis Música, Ouvir Músicas Grátis e outros).

## O Início do Projeto
Em meados de 1998, quando os conteúdos sobre Música na Internet estavam começando a despontar, encontrou-se a oportunidade de iniciar um projeto cultural com impacto global, sendo assim, com possibilidades de incentivar as pessoas a se desenvolver e aprender a dar valor a Cultura. Devido a isso, a partir de uma vontade pessoal de seu fundador, um site chamado "Music Online .BR" foi criado, sendo seu desenvolvimento iniciado com o uso de HTML puro, hospedado em servidores gratuitos como Geocities, Tripod.com e Xoom (web hosting). A partir do ano 2000, adquiriu o domínio www.musiconline.com.br e iniciou o desenvolvimento de sistemas automatizados e direcionados à interação com os usuários, desenvolvidos na linguagem PHP, banco de dados MySQL, ampliando o sistema no início de 2.006.
É possível relembrar versões do portal na Way Back Machine desde o ano 2000.  .

## A Primeira Expansão (2006 - 2011)
Entre os anos 2.000 a 2.006, o site foi apontado como uma das revelações da internet brasileira pelo Prêmio iBest, o Oscar da Internet Brasileira, estando por todos estes anos como um dos mais votados pelo Júri Popular, conquistando por três vezes a colocação de TOP3, por três vezes a de TOP5 e por duas vezes o TOP10. A partir de então conquistou alguns destaques na mídia, tanto convencional quanto a virtual.
Em 2011 inicia parceria com o portal XPG, mudando seu endereço para www.musiconline.xpg.com.br, mas ainda mantendo o antigo domínio ativo. Neste mesmo ano conquista a marca de 100 mil participantes registrados na comunidade.

## A Segunda Expansão (2012 - Atualmente)
A partir de 2012, o portal Music Online Records começou a receber maior reconhecimento do público, ampliando sua visitação para 1,5 milhões de visitas mensais (50 mil por dia), além de trabalhar pelo incremento de seguidores nas redes sociais, ultrapassando 20.000 seguidores no Facebook, além de estar presente no Orkut, Linked In e Twitter. Neste mesmo período, foi reativado o canal de Notícias Musicais, com a criação de uma equipe especializada para o conteúdo, mantendo assim a credibilidade das informações expostas.